# Leon Thijssen
Leon Thijssen (15 de enero de 1968) es un jinete neerlandés que compitió en la modalidad de salto ecuestre. Es padre de la jinete Sanne Thijssen.
Ganó una medalla de bronce en el Campeonato Europeo de Saltos Ecuestres de 2005, en la prueba por equipos.

## Palmarés internacional
| Campeonato Europeo | Campeonato Europeo      | Campeonato Europeo | Campeonato Europeo |
| Año                | Lugar                   | Medalla            | Categoría          |
| ------------------ | ----------------------- | ------------------ | ------------------ |
| 2005               | San Patrignano (Italia) | Medalla de bronce  | Por equipos        |